# Claudia Leitte Tour
Claudia Leitte Tour é uma turnê da cantora brasileira Claudia Leitte, sendo a sua quarta turnê em carreira solo e sua terceira turnê continental. Aconteceu em maior parte no Brasil e houve dois shows nos Estados Unidos. É a maior turnê da cantora, com 132 shows realizados, sendo 130 realizados em vinte e cinco estados brasileiros. A turnê foi lançada no Reveillon da Cidade, na virada do ano de 2010 para 2011. O show de estreia contou com a participação de "Adélmo Casé" e também com várias celebridades presentes no local. O palco era de 400 m2, incluindo um Painel de Led de 40m2, que por sua vez teve diversas projeções em 3D. O show de estreia durou cerca de três horas e com um público de cinco mil pessoas.

## Figurinos
Na primeira etapa, realizada no ano de 2011, os figurinos foram assinados por Walério Araújo. O primeiro figurino era um vestido e uma máscara da cor laranja, que davam início ao evento. A máscara era usada somente no ato de abertura. Os outros figurinos da turnê eram um mini-body na cor branca com uma empluma nos ombros. Na canção Famo$a (Billionaire), Claudia trocava de roupa em um sofá e quando girava na volta para o palco, ela sobrevoa até o público em cabos de aço. Na segunda etapa, realizada no ano de 2012, os figurinos foram assinados por Renato Thomaz da grife Água de Coco. Os figurinos tinham estampas remetentes África.

## Repertório
1. "As Máscaras (Se Deixa Levar)"
2. "Beijar na Boca"
3. "Exttravasa"
4. "Faz Um"
5. "Caranguejo"
6. Medley
  1. "Safado, Cachorro, Sem-Vergonha"
  2. "Ska"
7. "Preto"
8. "Xô Perua"
9. "Cidade Elétrica"
10. "Famo$a (Billionaire)"
11. "Trilhos Fortes"
12. "Bola de Sabão"
13. Medley "Dance"
  1. "Taj Mahal"
  2. "Dancin' Days"
  3. "Descobridores dos Sete Mares"
14. Medley "Babado Novo"
  1. "Babado Novo"
  2. "Cai Fora"
  3. "Amor À Prova"
  4. "Eu Fico"
15. "Don Juan"
16. "Amor Perfeito"
17. "Me Chama de Amor"
18. "Lirirrixa"
19. "Doce Paixão"
20. "Insolação do Coração"
21. "Água"
22. "Exttravasa" (encore)
23. "Famo$a (Billionaire)" (acústico)

1. "As Máscaras (Se Deixa Levar)"
2. "Beijar na Boca"
3. Medley "Caranguejo"
  1. "Manguetown"
  2. "Caranguejo"
4. "Elixir"
5. "Doce Paixão"
6. "Preto"
7. "Fulano in Sala"
8. "Pensando em Você"
9. "Trilhos Fortes"
10. "Locomotion Batucada"
11. "Samba"
12. "Telegrama"
13. "Dyer Maker"
14. "Amor Perfeito"
15. Medley "Dance"
  1. "Taj Mahal"
  2. "Descobridores dos Sete Mares""
16. "Água"
17. "Insolação do Coração"
18. "Famo$a (Billionaire)"
19. "Exttravasa"

1. "Amor Perfeito"
2. "Doce Paixão"
3. "As Máscaras (Se Deixa Levar)"
4. Medley "Água"
  1. "Água"
  2. "Água Mineral"
5. "Canudinho"
6. "Fulano in Sala"
7. "Bola de Sabão"
8. Medley
  1. "Famo$a (Billionaire)"
  2. "O Samba da Minha Terra"
9. "Preto"
10. "Lirirrixa"
11. "Telegrama"
12. Medley "Babado Novo"
  1. "Cai Fora"
  2. "Amor À Prova"
  3. "Eu Fico"
  4. "Doce Desejo"
13. "Me Chama de Amor"
14. "Bem Vindo Amor"
15. "Dia da Farra e do Beijo"
16. Medley
  1. "Caranguejo"
  2. "Safado, Cachorro, Sem-Vergonha"
17. Medley "Popular": 
  1. "Danza Kuduro"
  2. "Balada"
  3. "Eu Quero Tchu, Eu Quero Tcha"
18. "Insolação do Coração"
19. "Beijar na Boca"
20. "Exttravasa"

## UFCL

Logotipo da UFCL

UFCL foi uma turnê da Claudia Leitte feita somente para festivais e shows especiais. Teve início no Festival de Verão de Salvador, em Janeiro de 2011. A turnê é temática em referência a UFC. Ao longo de 2011, Claudia mesclou a UFCL Tour com a Claudia Leitte Tour 2011.

### Repertório
1. "As Máscaras (Se Deixa Levar)"
2. "Beijar na Boca"
3. "Exttravasa"
4. "The Time (Dirty Bit)"
5. "Faz Um"
6. "Caranguejo"
7. Medley
  1. "Safado, Cachorro, Sem-Vergonha"
  2. "Ska"
8. "Cidade Elétrica"
9. "Famo$a (Billionaire)"
10. "Bola de Sabão"
11. "Liga da Justiça"
12. Medley "Dance"
  1. "Taj Mahal"
  2. "Dancin' Days"
  3. "Descobridores dos Sete Mares"
13. "Don Juan"
14. "Amor Perfeito"
15. "Doce Paixão"
16. "Fulano in Sala"
17. "Insolação do Coração"
18. "Água"
19. "Famo$a (Billionaire)" (acústico)

## Datas
| Data                    | Cidade                   | Estado              | Extra                                 |
| ----------------------- | ------------------------ | ------------------- | ------------------------------------- |
| Brasil                  |                          |                     |                                       |
| 1 de janeiro de 2011    | Salvador                 | Bahia               | Estreia da turnê                      |
| 7 de janeiro de 2011    | João Pessoa              | Paraíba             |                                       |
| 8 de janeiro de 2011    | Tamandaré                | Pernambuco          |                                       |
| 14 de janeiro de 2011   | Almenara                 | Minas Gerais        |                                       |
| 15 de janeiro de 2011   | Guarapari                | Espírito Santo      |                                       |
| 20 de janeiro de 2011   | Aracaju                  | Sergipe             |                                       |
| 21 de janeiro de 2011   | Cabo Frio                | Rio de Janeiro      |                                       |
| 28 de janeiro de 2011   | Camboriú                 | Santa Catarina      |                                       |
| 29 de janeiro de 2011   | Guaratuba                | Paraná              |                                       |
| 2 de fevereiro de 2011  | Salvador                 | Bahia               |                                       |
| 5 de fevereiro de 2011  | Goiânia                  | Goiás               |                                       |
| 12 de fevereiro de 2011 | São Paulo                | São Paulo           |                                       |
| 18 de fevereiro de 2011 | Guaratinguetá            | São Paulo           |                                       |
| 19 de fevereiro de 2011 | Tobias Barreto           | Sergipe             |                                       |
| 27 de fevereiro de 2011 | Olinda                   | Pernambuco          |                                       |
| 4 de março de 2011      | Salvador                 | Bahia               | Carnaval                              |
| 6 de março de 2011      | Salvador                 | Bahia               | Carnaval                              |
| 7 de março de 2011      | Salvador                 | Bahia               | Carnaval                              |
| 8 de março de 2011      | Salvador                 | Bahia               | Carnaval                              |
| 11 de março de 2011     | Porto Seguro             | Bahia               |                                       |
| 8 de abril de 2011      | Limeira                  | São Paulo           |                                       |
| 10 de abril de 2011     | Rio de Janeiro           | Rio de Janeiro      |                                       |
| 15 de abril de 2011     | Avaré                    | São Paulo           |                                       |
| 16 de abril de 2011     | Belo Horizonte           | Minas Gerais        | Axé Brasil                            |
| 17 de abril de 2011     | Rio Grande               | Rio Grande do Sul   |                                       |
| 23 de abril de 2011     | Itapetininga             | São Paulo           |                                       |
| 24 de abril de 2011     | São Paulo                | São Paulo           |                                       |
| 30 de abril de 2011     | Carmópolis               | Sergipe             |                                       |
| 1 de maio de 2011       | Feira de Santana         | Bahia               |                                       |
| 5 de maio de 2011       | Jaguariúna               | São Paulo           |                                       |
| 6 de maio de 2011       | Sete Lagoas              | Minas Gerais        |                                       |
| 7 de maio de 2011       | Divinópolis              | Minas Gerais        |                                       |
| 13 de maio de 2011      | Conselheiro Lafaiete     | Minas Gerais        |                                       |
| 14 de maio de 2011      | Três Rios                | Rio de Janeiro      |                                       |
| 15 de maio de 2011      | Nova Iguaçu              | Rio de Janeiro      |                                       |
| 20 de maio de 2011      | Arapongas                | Paraná              |                                       |
| 21 de maio de 2011      | Paranavaí                | Paraná              |                                       |
| 22 de maio de 2011      | Prata                    | Minas Gerais        |                                       |
| 4 de junho de 2011      | Teresina                 | Piauí               |                                       |
| 10 de junho de 2011     | Anápolis                 | Goiás               |                                       |
| 11 de junho de 2011     | Catalão                  | Goiás               |                                       |
| 12 de junho de 2011     | São Miguel dos Campos    | Alagoas             |                                       |
| 17 de junho de 2011     | Birigui                  | São Paulo           |                                       |
| 24 de junho de 2011     | Lages                    | Santa Catarina      |                                       |
| 2 de julho de 2011      | São Bernardo do Campo    | São Paulo           |                                       |
| 7 de julho de 2011      | Cuiabá                   | Mato Grosso         |                                       |
| 8 de julho de 2011      | Sertãozinho              | São Paulo           |                                       |
| 9 de julho de 2011      | Palmas                   | Tocantins           |                                       |
| 15 de julho de 2011     | São João da Boa Vista    | São Paulo           |                                       |
| 16 de julho de 2011     | Porto Velho              | Rondônia            |                                       |
| 21 de julho de 2011     | Capelinha                | Minas Gerais        |                                       |
| 22 de julho de 2011     | Itabira                  | Minas Gerais        |                                       |
| Estados Unidos          |                          |                     |                                       |
| 30 de julho de 2011     | Newark                   | Nova Jérsei         | 4.000 ingressos                       |
| 31 de julho de 2011     | Boston                   | Massachusetts       |                                       |
| Brasil                  |                          |                     |                                       |
| 12 de agosto de 2011    | Sorocaba                 | São Paulo           |                                       |
| 13 de agosto de 2011    | Lavras                   | Minas Gerais        |                                       |
| 14 de agosto de 2011    | São Paulo                | São Paulo           |                                       |
| 25 de agosto de 2011    | São Bernardo do Campo    | São Paulo           |                                       |
| 26 de agosto de 2011    | Paraguaçú                | Minas Gerais        |                                       |
| 27 de agosto de 2011    | Conceição do Rio Verde   | Minas Gerais        |                                       |
| 3 de setembro de 2011   | São Bernardo do Campo    | São Paulo           |                                       |
| 4 de setembro de 2011   | Serrinha                 | Bahia               |                                       |
| 6 de setembro de 2011   | Recife                   | Pernambuco          |                                       |
| 9 de setembro de 2011   | Presidente Prudente      | São Paulo           |                                       |
| 10 de setembro de 2011  | Leme                     | São Paulo           |                                       |
| 11 de setembro de 2011  | Paulo Afonso             | Bahia               |                                       |
| 17 de setembro de 2011  | Belo Horizonte           | Minas Gerais        |                                       |
| 23 de setembro de 2011  | Rio de Janeiro           | Rio de Janeiro      | Rock in Rio                           |
| 3 de outubro de 2011    | Campo Grande             | Mato Grosso do Sul  |                                       |
| 9 de outubro de 2011    | Presidente Prudente      | São Paulo           |                                       |
| 11 de outubro de 2011   | Porto Seguro             | Bahia               |                                       |
| 13 de outubro de 2011   | Fortaleza                | Ceará               |                                       |
| 14 de outubro de 2011   | Pau dos Ferros           | Rio Grande do Norte |                                       |
| 15 de outubro de 2011   | Jaboatão dos Guararapes  | Pernambuco          |                                       |
| 4 de novembro de 2011   | Macapá                   | Amapá               |                                       |
| 5 de novembro de 2011   | Altamira                 | Pará                |                                       |
| 6 de novembro de 2011   | Manaus                   | Amazonas            |                                       |
| 11 de novembro de 2011  | Sobral                   | Ceará               |                                       |
| 12 de novembro de 2011  | Caldas Novas             | Goiás               |                                       |
| 14 de novembro de 2011  | Alfenas                  | Minas Gerais        | Carnalfenas                           |
| 19 de novembro de 2011  | Itu                      | São Paulo           |                                       |
| 26 de novembro de 2011  | Guapimirim               | Rio de Janeiro      |                                       |
| 2 de dezembro de 2011   | Registro                 | São Paulo           |                                       |
| 3 de dezembro de 2011   | Natal                    | Rio Grande do Norte | Carnatal                              |
| 29 de dezembro de 2011  | Ilhéus                   | Bahia               |                                       |
| 30 de dezembro de 2011  | Porto Seguro             | Bahia               |                                       |
| 31 de dezembro de 2011  | Angra dos Reis           | Rio de Janeiro      |                                       |
| 6 de janeiro de 2012    | Florianópolis            | Santa Catarina      |                                       |
| 7 de janeiro de 2012    | São Vicente              | São Paulo           |                                       |
| 8 de janeiro de 2012    | Campo Grande             | Rio de Janeiro      |                                       |
| 14 de janeiro de 2012   | Praia do Forte           | Bahia               |                                       |
| 15 de janeiro de 2012   | Duque de Caxias          | Rio de Janeiro      |                                       |
| 20 de janeiro de 2012   | Aracaju                  | Sergipe             |                                       |
| 21 de janeiro de 2012   | Itamaracá                | Pernambuco          |                                       |
| 25 de janeiro de 2012   | Salvador                 | Bahia               | Festival de Verão                     |
| 28 de janeiro de 2012   | Guaratuba                | Paraná              |                                       |
| 1 de fevereiro de 2012  | Corumbá                  | Mato Grosso do Sul  |                                       |
| 3 de fevereiro de 2012  | Imbituba                 | Santa Catarina      |                                       |
| 4 de fevereiro de 2012  | Guarapari                | Espírito Santo      |                                       |
| 11 de fevereiro de 2012 | São João da Barra        | Rio de Janeiro      |                                       |
| 17 de fevereiro de 2012 | Salvador                 | Bahia               | Carnaval                              |
| 19 de fevereiro de 2012 | Salvador                 | Bahia               | Carnaval                              |
| 20 de fevereiro de 2012 | Salvador                 | Bahia               | Carnaval                              |
| 21 de fevereiro de 2012 | Salvador                 | Bahia               | Carnaval                              |
| 25 de março de 2012     | São Bernardo do Campo    | São Paulo           |                                       |
| 31 de março de 2012     | Volta Redonda            | Minas Gerais        |                                       |
| 1 de abril de 2012      | Rio de Janeiro           | Rio de Janeiro      |                                       |
| 8 de abril de 2012      | São João da Barra        | Rio de Janeiro      |                                       |
| 10 de abril de 2012     | Rio das Ostras           | Rio de Janeiro      |                                       |
| 14 de abril de 2012     | Belo Horizonte           | Minas Gerais        | Axé Brasil                            |
| 15 de abril de 2012     | Ferraz de Vasconcelos    | São Paulo           |                                       |
| 20 de abril de 2012     | Pouso Alegre             | Minas Gerais        |                                       |
| 21 de abril de 2012     | Carmópolis               | Sergipe             | Petrofolia                            |
| 22 de abril de 2012     | Jacobina                 | Bahia               |                                       |
| 24 de abril de 2012     | São Paulo                | São Paulo           | Pocket show Óculos Ana Hickmann       |
| 29 de abril de 2012     | Serra Talhada            | Pernambuco          |                                       |
| 30 de abril de 2012     | Recife                   | Pernambuco          | PE Music Festival                     |
| 1 de maio de 2012       | Timbaúba                 | Pernambuco          |                                       |
| 4 de maio de 2012       | São Paulo                | São Paulo           |                                       |
| 5 de maio de 2012       | Poços de Caldas          | Minas Gerais        |                                       |
| 9 de maio de 2012       | Parauapebas              | Pará                |                                       |
| 11 de maio de 2012      | Brasília                 | Distrito Federal    | Show para a Clube FM                  |
| 12 de maio de 2012      | Brasília                 | Distrito Federal    |                                       |
| 16 de maio de 2012      | Franca                   | SP                  | Couvert Artístico JB FM               |
| 19 de maio de 2012      | Franca                   | SP                  |                                       |
| 25 de maio de 2012      | São Sebastião do Paraíso | Minas Gerais        |                                       |
| 26 de maio de 2012      | Belo Horizonte           | Minas Gerais        | Churrasco do Cruzeiro Esporte Clube   |
| 6 de junho de 2012      | Patos de Minas           | Minas Gerais        | Fenamilho                             |
| 8 de junho de 2012      | Açailândia               | Maranhão            |                                       |
| 9 de junho de 2012      | Marabá                   | Pará                |                                       |
| 10 de junho de 2012     | Paragominas              | Pará                |                                       |
| 26 de julho de 2012     | Salvador                 | Bahia               | Pocket show na casa de Claudia Leitte |